# Comment j'ai tué mon père
Comment j'ai tué mon père je francouzský hraný film z roku 2001, který režírovala Anne Fontaine. Snímek měl světovou premiéru na filmovém festivalu v Locarnu dne 8. srpna 2001. Michel Bouquet získal za hlavní roli ceny César a Lumières.

## Děj
Jean-Luc je etablovaný gerontolog ve Versailles. Po mnoho let se nestýkal se svým otcem Mauricem, o kterém se domnívá, že je mrtvý. Jeho otec opustil rodinu, aby pracoval jako lékař v Africe.
Jednoho dne se bez jakéhokoliv upozornění jeho otec náhle objeví. Je na mizině a na několik dní se stěhuje do domu svého syna. Jean-Luc není vůbec rád, ale jeho ženě se senior okamžitě zalíbí a přijme ho i jeho mladší bratr Patrick. Jean-Luc musí přehodnotit svoje pocity k otci.

## Obsazení
| Charles Berling           | Jean-Luc        |
| Michel Bouquet            | Maurice         |
| Natacha Régnierová        | Isa             |
| Stéphane Guillon          | Patrick         |
| Amira Casar               | Myriem          |
| François Berléand         | pacient         |
| Hubert Koundé             | Jean-Toussaint  |
| Karole Rocher             | Laetitia        |
| Marie Micla               | prostitutka     |
| Nicole Evans              | pacientka       |
| Philippe Lehembre         | pacient         |
| Pierre Londiche           | otec Isy        |
| Manoëlle Gaillard         | matka Isy       |
| Jean-Christophe Lemberton | Cyril           |
| Etienne Louvet            | syn Myriem      |
| Claude Koener             | úředník         |
| Thierry de Carbonnières   | host na recepci |
| Nathalie Mathis           | Magali          |
| Emmanuel Booz             | správce         |